# Munster van Salem
Het Munster van Salem (Duits: Salemer Münster) was de kerk van de voormalige rijksabdij van Salem (gesticht in de jaren 1137-1138 en in het kader van de secularisatie gesloten in 1804) en de tegenwoordige parochiekerk van de rooms-katholieke geloofsgemeenschap van Salem (Baden-Württemberg). Het gotische kerkgebouw werd van 1285 tot 1420 als drieschepige zuilenbasiliek gebouwd en behoort tot de belangrijkste hooggotische gebouwen van de cisterciënzers in de Duitstalige landen. Het exterieur van de kerk komt nog grotendeels overeen met de oorspronkelijke bouw, terwijl het interieur in de loop der tijd aanmerkelijke veranderingen onderging. De kerkinventaris stamt uit de tijd van de laatgotiek, de barok, de rococo en het classicisme. Na de munsterkerken van Ulm en Freiburg is het de grootste kerk van de deelstaat.

## Geschiedenis

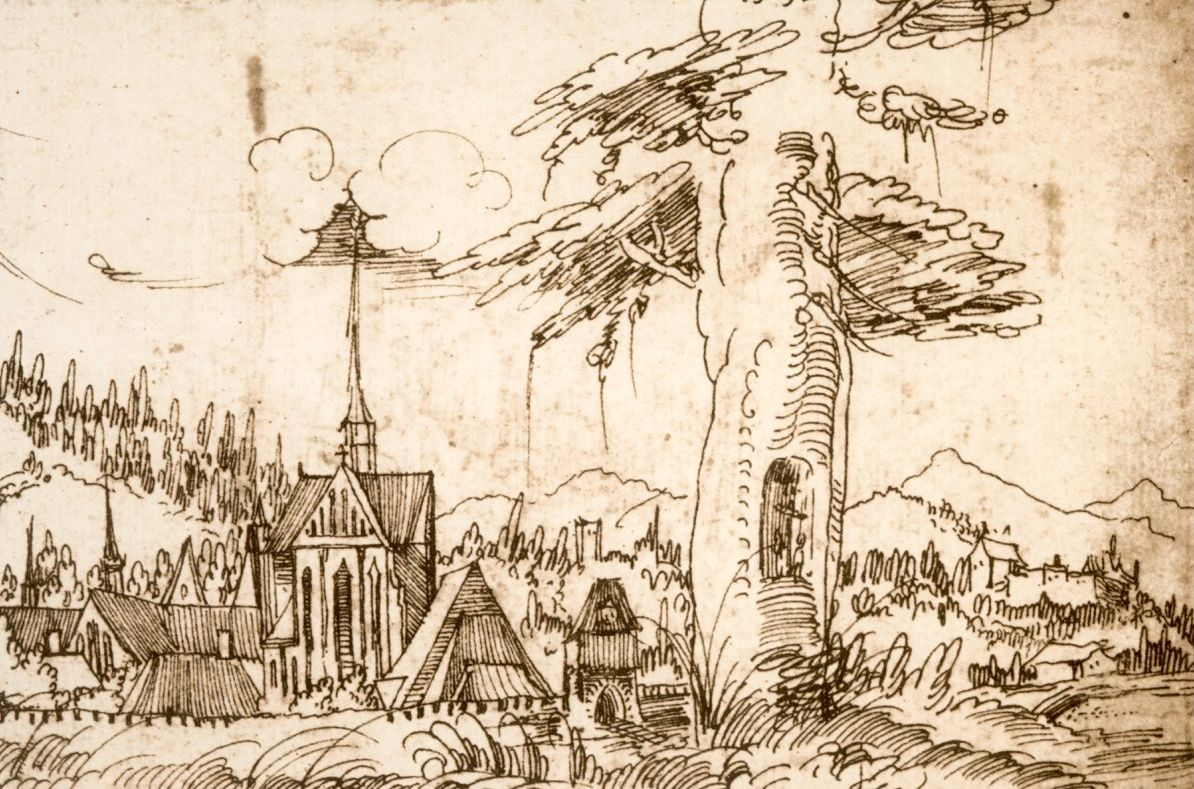
De oudst bekende afbeelding van de kerk (tekening van Augustin Hirschvogel, 1536)

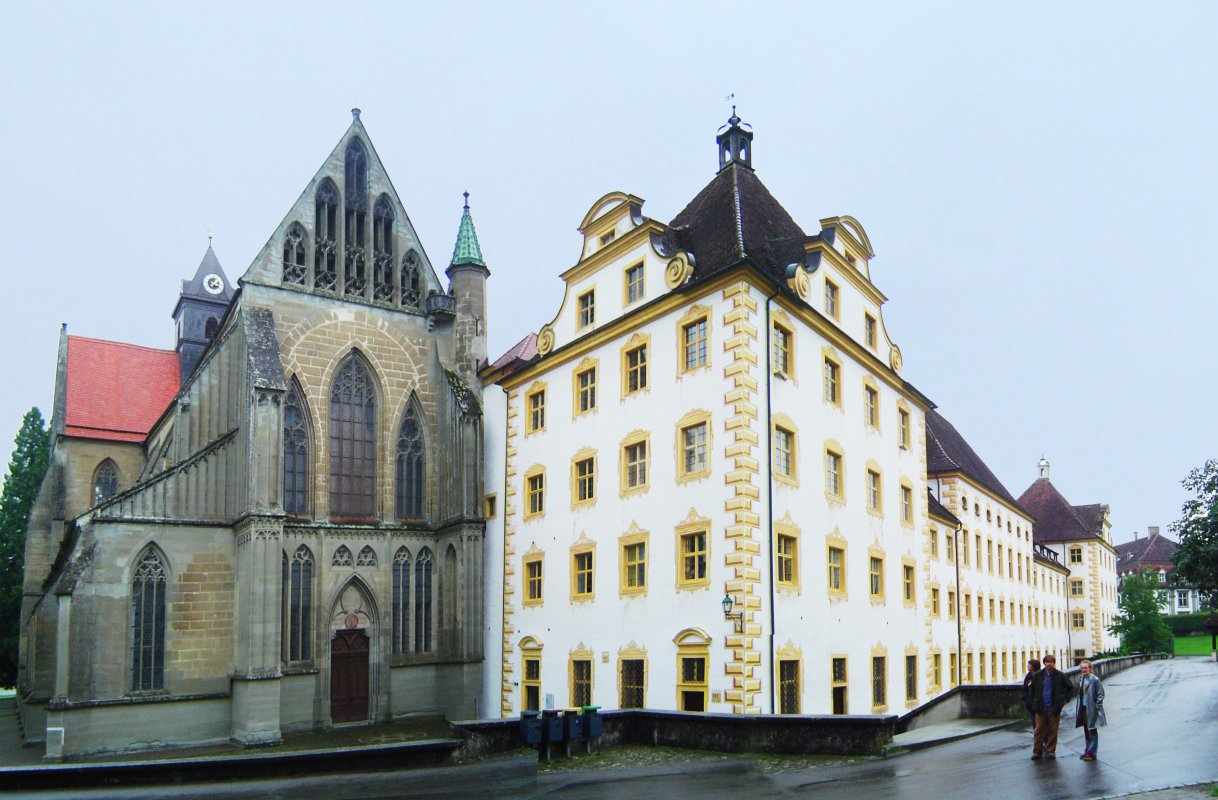
De kerk met de kloostergebouwen vanuit oostelijk perspectief

### De eerste kloosterkerk
Ten tijde van de kloosterstichting in 1137 door cisterciënzer monniken uit het klooster van Lucelle in de Elzas stond hier reeds een aan de heiligen Verena en Cyriacus gewijde kapel. Deze bouwvallige kapel (vetustate paene collapsa) werd ten behoeve van de nieuwbouw van een kloosterkerk afgebroken.
Van de eerste kloosterkerk bleven kleine bouwkundige getuigenissen bewaard. Het zou kunnen hebben gegaan om een romaanse kruisbasiliek met drie schepen en een rechthoekige apsis. Zeker is dat de kerk geheel van steen werd gebouwd en ten minste acht altaren herbergde.  Op 4 juli 1179 werd de kerk na een bouwperiode van 30 jaar ingewijd. Al na een eeuw werd deze romaanse kerk weer afgebroken om plaats te maken voor de bouw van de munsterkerk.

### Bouwperiode
Tot de dood van Frederik II in 1250 genoot het klooster de bescherming van het Staufische koningshuis. Het machtsvacuüm in het Roomse Rijk dat volgde op zijn dood, werd door de buren van het klooster uitgebuit om zich delen van het kloostergoederen toe te eigenen. Met het aantreden van Rudolf I van Habsburg in 1273 kwam een einde aan het interregnum en werd Salem weer onder protectie gesteld. De verloren gegane goederen moesten toen weer worden teruggegeven. Daarmee kreeg het klooster weer inkomsten en na een reeks van in de jaren 1280 uitgeschreven aflaatbrieven was er voldoende geld om met de bouw van een nieuwe, grotere kerk te beginnen.
Initiatiefnemer van de nieuwbouw was de abt Ulrich II van Seelfingen (1282–1311). Volgens het meest recente onderzoek zou het bouwbegin rond 1285 zijn geweest. Vermoedelijk was de aanleiding voor de nieuwbouw dat de oude kerk te klein werd: binnen enkele decennia was het aantal monniken en lekenbroeders in het klooster namelijk al toegenomen tot circa 300. Aan de oostelijke kant werd begonnen en zo werkte men in hoog tempo naar het westen toe. Het benodigde bouwmateriaal haalde men uit de zandsteengroeves uit de omgeving. In het jaar 1307 werden al elf altaren ingewijd; enkele jaren later werden er nog eens twaalf geconsacreerd. Toen het koor en het transept rond 1319 waren voltooid begon de bouw in tempo af te nemen. Sinds het jaar 1300 was het aantal monniken kleiner geworden, zodat het oostelijke middenschip voldoende plaats bood.
Ook financieringsproblemen speelde een rol bij de onderbreking van de bouw. Aan de macht was van 1314 tot 1347 Lodewijk de Beier, een tegenstander van de paus die de Habsburger protectie over het Salem ophief, waarmee er opnieuw problemen ontstonden over de rechtszekerheid van de kloostergoederen. Nadat Lodewijks opvolger Karel IV de rechten van de abdij weer bevestigde, brak in 1348 in Zuid-Duitsland de pest uit. Pas rond 1400 kon er weer een begin worden gemaakt met de voortzetting van de bouw en volgens dendrochronlogisch onderzoek werd het dak rond 1420 geplaatst. Daarmee komt de totale bouwtijd van de kerk op ongeveer 150 jaar.
Met Salem als wegbereider kreeg de gotische bouwkunst vaste voet aan het Bodenmeer. Ongeveer tegelijkertijd liet ook het bisdom Konstanz zijn munsterkerk in gotische stijl verbouwen en 
kort na de voltooiing van de kloosterkerk in Salem werd om Salem te kunnen overtreffen in het naburige rijksstad Überlingen begonnen met de uitbouw van de stadsparochiekerk Sint-Nicolaas tot een vijfschepige basiliek.

### Torenbouw

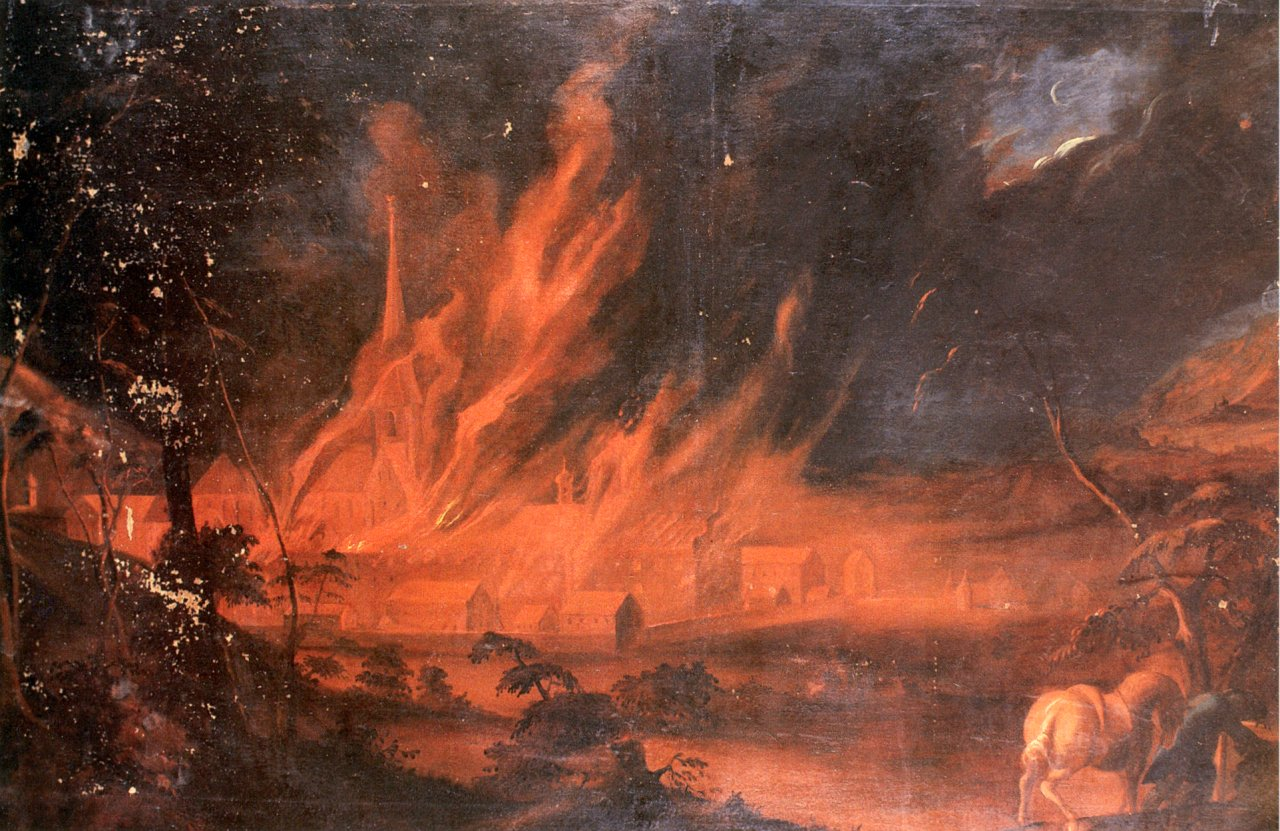
De brand in 1697

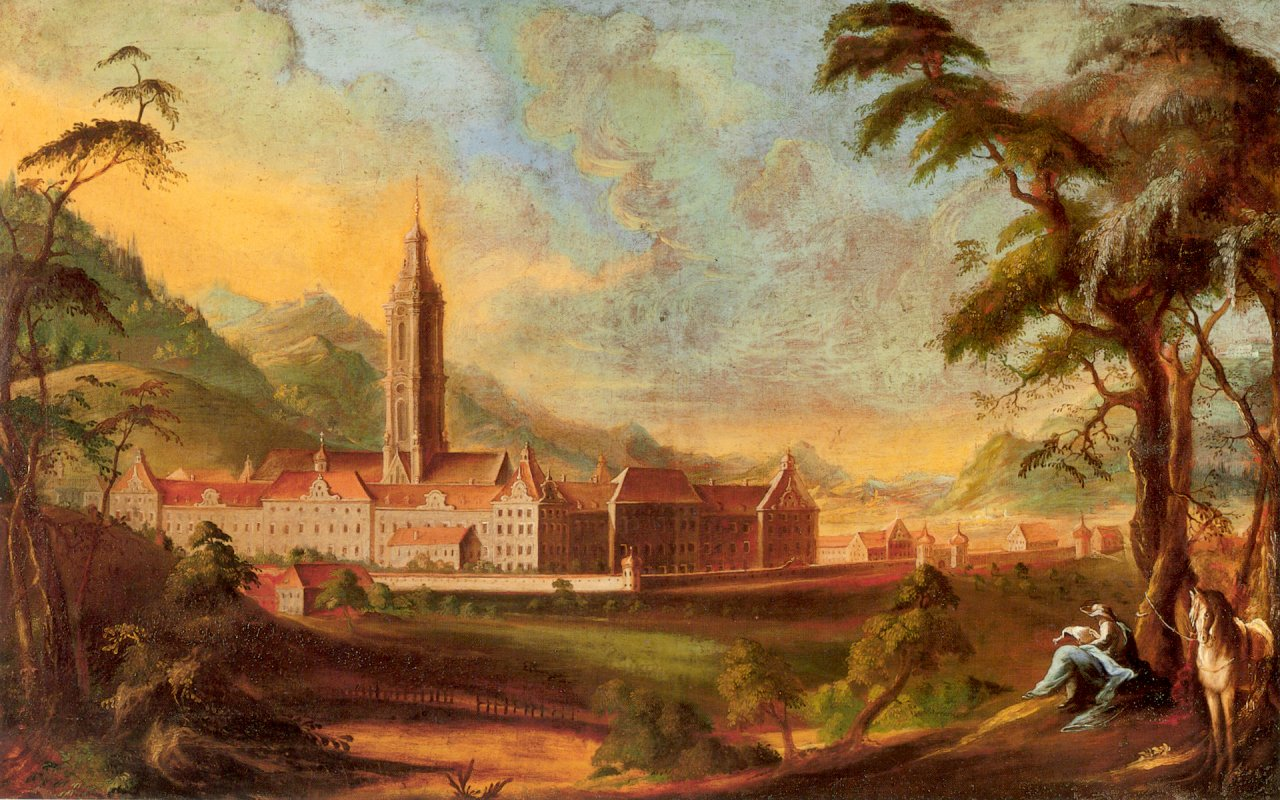
Het complex met de munster en de hoge vieringtoren

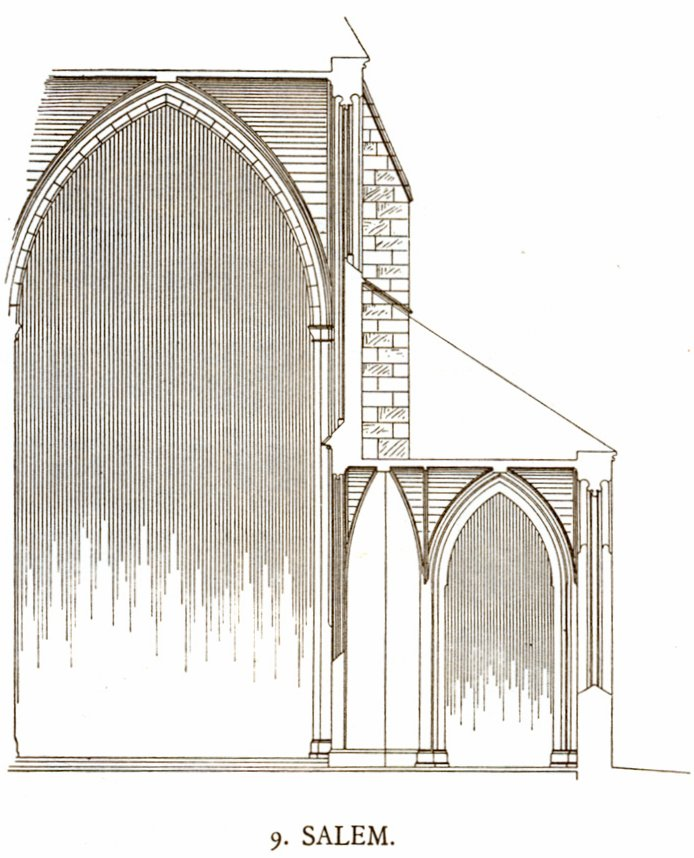
Doorsnee koor en ommegang

De kerk kreeg voor de klokken conform de eenvoudige en bescheiden cisterciënzer bouwvoorschriften geen kerktoren, maar een eenvoudige dakruiter. In de 18e eeuw veranderde dat. In het jaar 1697 vernietigde een brand het hele klooster. Alhoewel de kerk bij de brand grotendeels onbeschadigd bleef, dreigde de munster bij de nieuwbouw van het kloostercomplex in 1697-1708 achter het grote gebouwencomplex te verdwijnen. Daarom plande de bouwmeester Franz Beer voor de munsterkerk een vrijstaande klokkentoren, die echter niet werd gerealiseerd.
Abt Anselm II Schwab (1746–1778), die zijn voorliefde voor monumentale bouwkunst reeds met de bouw van de bedevaartskerk in Birnau had bewezen, kon echter de verleiding niet weerstaan om de kerk alsnog van een indrukwekkende vieringtoren te voorzien. De bouwmeester Johann Caspar Bagnato kreeg de opdracht het ontwerp te maken en de bouw te begeleiden voor de in 1756 voltooide toren. Het werd echter geen stenen maar een houten in vakwerktechniek gebouwde constructie, die later met koperplaat werd bekleed. De hoekpilasters werden met lood en brons versierd, zodat de toren van verre optisch niet van een stenen toren afweek, maar dat de koperglans de structuur zelfs een nog imponerender uiterlijk gaf. Met een hoogte van 85 meter oversteeg de toren de nok van het dak met 50 meter. Voor de toren werden zestien nieuwe, met reliëfs versierde, klokken en een nieuw uurwerk aangeschaft.

### Na de secularisatie
In 1804 werd het klooster geseculariseerd. Zowel de munsterkerk als de kloostergebouwen gingen over in het bezit van het keurvorstendom Baden. Omdat het munster als katholieke parochiekerk verder zou worden gebruikt was het van belang het interieur verder intact te laten. De intussen bouwvallige houten toren boven de viering werd in 1807 gesloopt en door de vandaag nog altijd bestaande dakruiter met tentdak vervangen. Ondanks de 19e-eeuwse geestdrift voor de als zeer Duits ervaren gotische bouwstijl was er in Salem aanvankelijk weinig interesse om het kerkgebouw voor meer dan het noodzakelijke te renoveren. Eerst in 1853 groeide de interesse om de bouwvallige kerk als monument te behouden. Een grondige restauratie volgde in de jaren 1883-1892. Alhoewel de restaurateur Franz Baer er veel aan gelegen was om het munster in de oorspronkelijke staat te behouden, gingen er toch enkele originele bouwdelen verloren: de westelijke en zuidelijke gevel werden vereenvoudigd hersteld en de bijna vergane maskers aan de gevelconsoles werden door eigentijdse creaties vervangen. Een geplande dakruiter in neogotische stijl bleef achterwege.
In 1997 begon een nieuwe restauratie, die in 2002 werd afgesloten.

## Architectuur

### Exterieur
Bij de munsterkerk gaat het om een drieschepige basiliek met transept, koor en koorommegang op een rechthoekig grondvlak van 67 bij 28 meter (buitenmaten), waarbij het transept de lijn van de zijschepen volgt. Als voorbeeld zou de kloosterkerk van Kappel am Albis en de tegenwoordig niet meer bestaande munsterkerk van het klooster van Petershausen gediend kunnen hebben. Vanwege het feit dat Petershausen zich net als Salem had losgemaakt van het bisdom Konstanz en Salem deze onafhankelijkheid ook wilde demonstreren, is de kloosterkerk van Petershausen het meest voor de hand liggende voorbeeld van het munster van Salem. Ten zuiden van de kerk sluit zich de kruisgang aan, die naar de kloostergebouwen voert. Dit portaal, het zogenaamde Bernhardportaal, diende als toegang voor de monniken, terwijl de andere kerkgangers het westelijke portaal gebruikten. Nog een portaal bevond zich tot de sluiting in 1750 aan de noordelijke kant van het transept, dat oorspronkelijk als toegang voor hoogwaardigheidsbekleders diende.
Het dakgestoelte boven het hoogkoor stamt deels nog uit het jaar 1301. Op de zuidelijke kant ervan bleven nog de originele geglazuurde dakpannen bewaard, die het dak ooit een gouden gloed gaven. Tot de nieuwe dakbedekking in 1997 was het gehele kerkschip nog grotendeels met dakpannen uit de bouwperiode gedekt.  

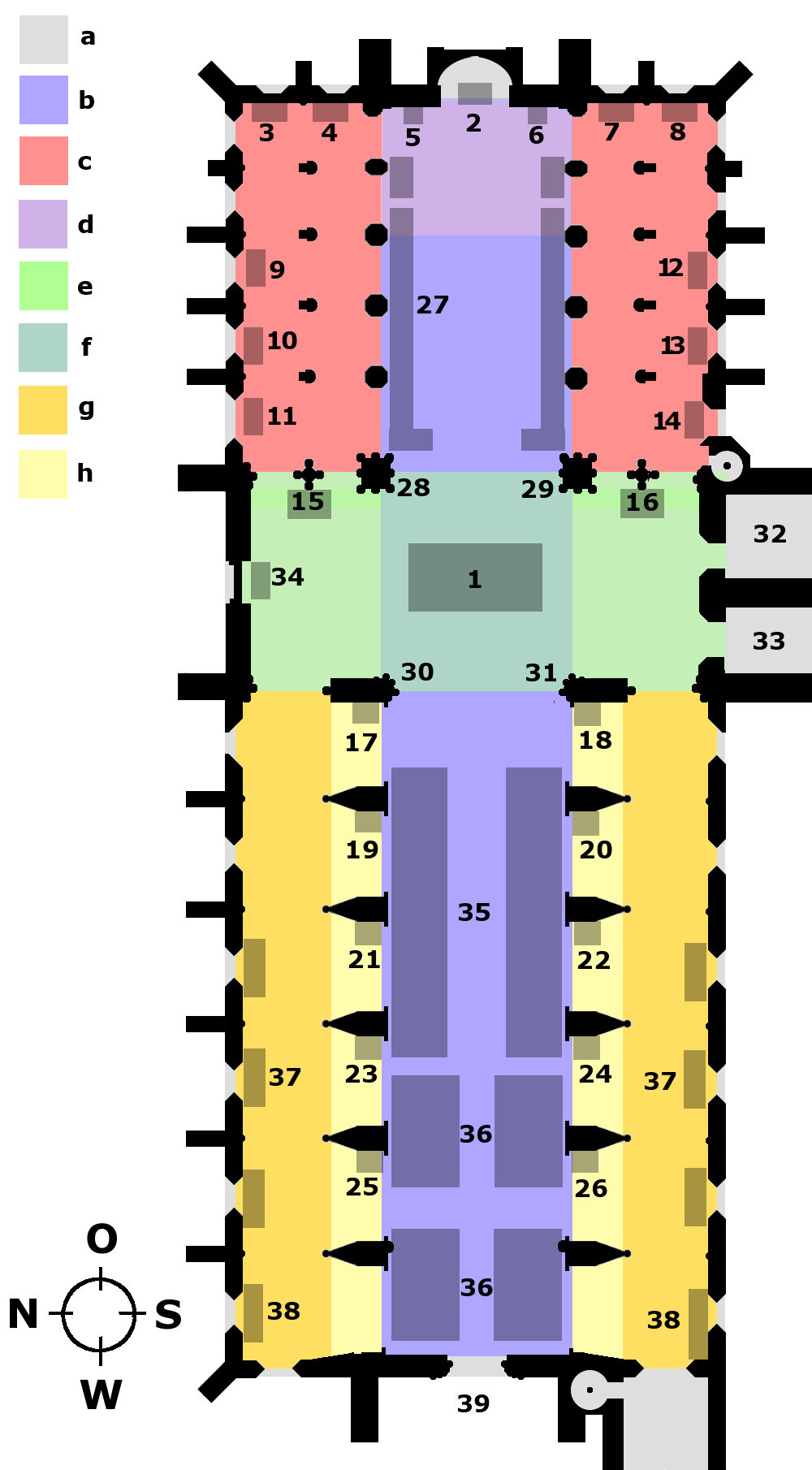
Plattegrond van de munsterkerk

Aan de buitenkant van het gebouw verlenen alleen de wimpergen en het traceerwerk het verder nogal grove bouwwerk een zekere architectonische filigraniteit. De westelijke gevel wordt afgesloten door een driehoekig frontaal, een gelijkzijdige driehoek, die in de middeleeuwse getallenmystiek met de verering van de Drievuldigheid wordt geassocieerd. Twee zware steunberen ondersteunen de gevel en omlijsten de toegang tot de kerk. De vormgeving van de gevel herhaalt zich in een overeenkomstige vorm aan de oostelijke kant van het schip alsook aan de zuidelijke en noordelijke kant van het dwarsschip.
De lichtinval wordt verzorgd door de  maaswerkramen op elke kant van het middenschip (lichtbeuk). De zijschepen bezitten één venster meer. Voorts zijn er grote maaswerkvensters in de vier gevels van de kerk ingebracht, waarbij het venster in de oostelijke kant bij de herinrichting in 1750 werd dichtgemetseld. Het raam in de gevel van het noordelijke dwarsschip wordt eveneens versierd door een achtbladerig roosvenster naar het voorbeeld van de munster in Straatsburg. Ook het maaswerkhek voor de geveldriehoek vindt in Straatsburg zijn voorbeeld.

### Interieur
Het middenschip en de zijschepen zijn met gotische kruisgewelven overdekt. Het gewelf van het kerkschip wordt door zuilen gedragen, die ijsbrekervormig zijn. Naar het middenschip zijn het rechthoekige pijlers die door slanke zuilenbundels minder zwaar lijken, terwijl ze naar de zijschepen toe spitsvormig aflopen waardoor het gewelf lichter en de zijschepen groter ogen. De pijlers werden om statische redenen ver de diepte ingeslagen en vervangen de steunberen aan de buitenkant. Door deze bouwwijze ontstonden tussen de pijlers ruimtes voor kleine zijkapellen, die ook kruisribgewelven kregen.
De oostelijke delen van de zijschepen worden door zuilenrijen en ribgewelven telkens in twee smallere schepen opgedeeld. De zuilen die tussen de koorruimte en de ommegang staan, hebben een achthoekige vorm. Ze behoren tot de oudste bouwfase en zijn wezenlijk slanker als de massieve pijlers van het westelijke kerkschip, waardoor het koor lichter werkt.
Het oostelijke koor bezat tot 1750 een ommegang op drie kanten met een polygonale afsluiting naar het voorbeeld van de kloosterkerk van Morimond. In opdracht van Abt Anselm II verwijderde Johann Caspar Bagnato in 1750 de oostelijke ommegang en vergrote daarmee de ruimte van het oostelijke kerkschip met één travee. Van de ommegang bleven alleen het noordelijke en zuidelijke deel bewaard. De abt wist de gotische architectuur op waarde te schatten en bij de verbouwing bleef de gotische architectuur onveranderd. Het nieuwe gewelf boven het hoogkoor voegde zich zonder enige stijlbreuk in het overige spitsbogengewelf van het kerkschip in.
De reden voor de verbouwing was het gebrek aan plaats in de kerk. De kloosterkroniek Apiarium Salemitanum schreef in 1708 al over de grote toename van leken in de kerk. Abt Anselm vreesde dat het contact met het volk weleens nadelig kon uitwerken voor de kloosterdiscipline. Daarom werd het hoogaltaar naar de viering verplaatst en het koorgestoelte naar het verlengde oostelijke kerkschip. Eerder waren leken en monniken slechts door een houten hek van elkaar gescheiden, maar nu hadden de monniken een geheel eigen ruimte. Met de verbouwing ging het middeleeuwse lichtspel verloren, maar het koor was nu beter verlicht door de toegevoegde ramen in het bovenste deel van het kerkschip.

## Inrichting

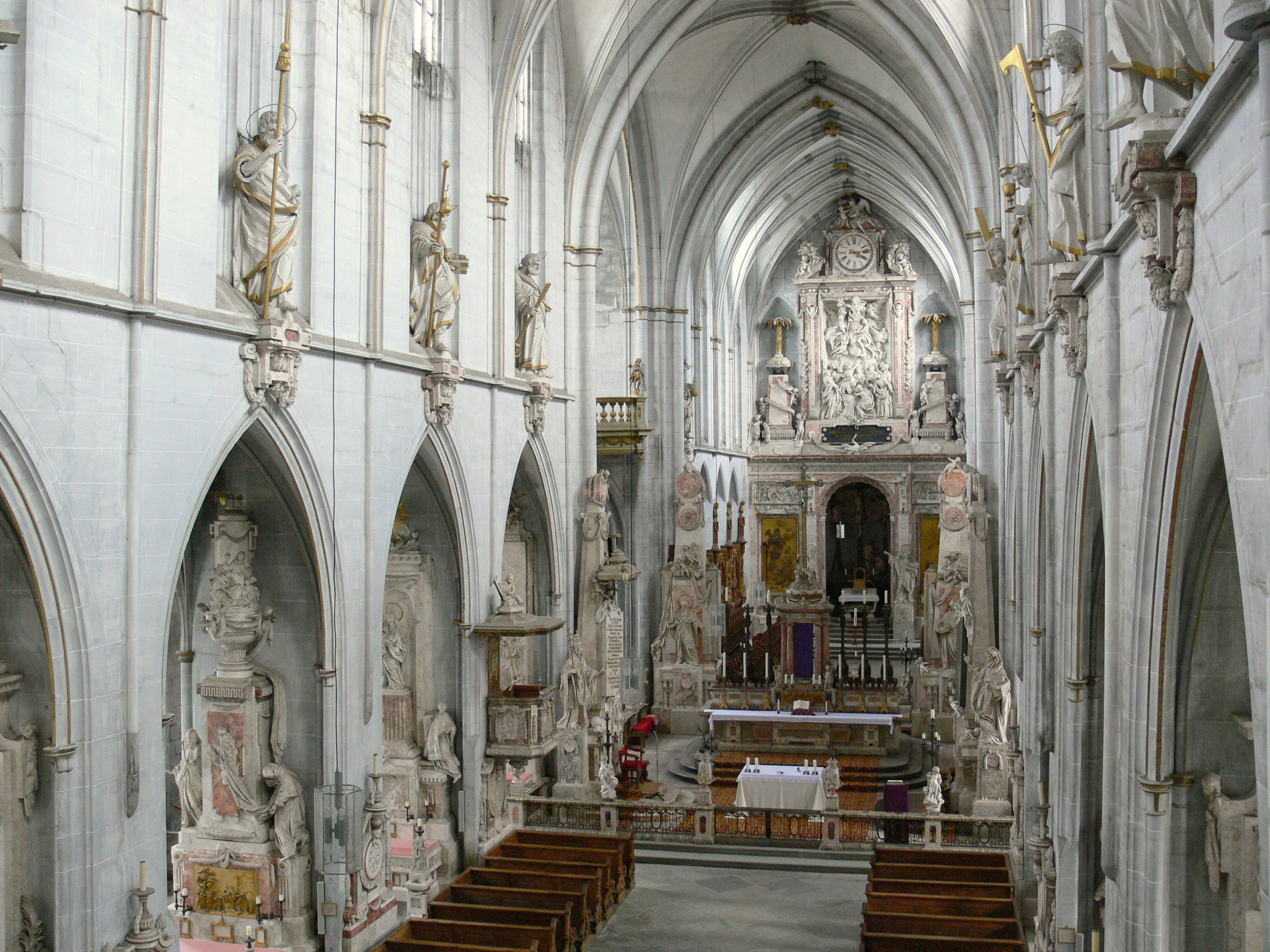
Hoofdschip met hoogaltaar

Eenvoud en geen of weinig gebruik van kleuren gold bij de cisterciënzers eveneens bij de inkleding van het interieur. Men vreesde dat te veel opsmuk de monnikenen zouden afleiden van hun vroomheid. In de late middeleeuwen werden de strenge voorschriften echter langzaam versoepeld en werder meer gezocht naar compromissen, temeer ook omdat de kloosterabten niet alleen op religieus maar ook op politiek niveau met de prinsbisschoppen moesten wedijveren.
Er is weinig bekend over de inrichting in de 15e eeuw en nog minder bleef er bewaard. De muren van de kerk waren wit en met omlijstingen in groene, rode en okerkleuren en decoratieve ornamenten versierd. Abt Johannes I Stantenat (1471–1494) liet naast enkele renovaties de vensters van het kerkschip vernieuwen, het stenen sacramentshuis en een houtgesneden altaar bouwen. Het altaar uit 1494 ging op enkele houten beelden na verloren en de ramen van de kerk waren waarschijnlijk eenvoudig en in grisaille geschilderd.
Nadat de status van het klooster rond 1620 toenam, vatte abt Thomas I Wunn (1615-1647) het plan om de hele ruimte opnieuw te laten inrichten.  Het werk vond van 1627 tot 1633 plaats en geldt tegenwoordig als de vroegste volledige barokkisering van Zuid-Duitsland. Er werd een kolossaal hoogaltaar van bijna 20 meter gebouwd met talrijke beelden, dat bij de brand in 1697 grotendeels werd verwoest. De muren werden in grijze tinten met een voegennet geschilderd en de gewelven voorzien van guirlandes van planten. Om de grootsheid van het hoogaltaar verder te versterken werden de geschilderde ramen vervangen door helder glas.
Een tweede barokkisering startte in 1710 na de nieuwbouw van het klooster als gevolg van de band van 1697. Allereerst moesten de bij de brand beschadigde altaren worden vervangen en de orgels worden gerepareerd. Tot 1765 werden talrijke altaren toegevoegd en de gewelven van de kooromgang werden van kleurrijke fresco’s voorzien.
Nadat abt Anselm in de jaren 1765 en 1766 Parijs had bezocht en daar de hofarchitectuur van het vroege Franse classicisme leerde kennen, vatte hij het plan om het interieur van de munsterkerk te veranderen in de Franse stijl. Het project ging na enkele hindernissen in 1772 van start. De laatbarokke lijnen van de altaren werden vervangen door eenvoudige geometrische elementen zoals piramides, obelisken, driehoekgevels en zuilenstompen. Voor de oostelijke muur verrees een enorme opbouw die een bühne doet vermoeden. Het gehele interieur werd in 1777 in lichtgrijze tinten geschilderd om zo te harmoniëren met het albast van de altaren. Ook de barokke fresco’s werden overgeschilderd. Het is deze omvorming die ook nu nog haar stempel drukt op het interieur van het munster.

### Altaren

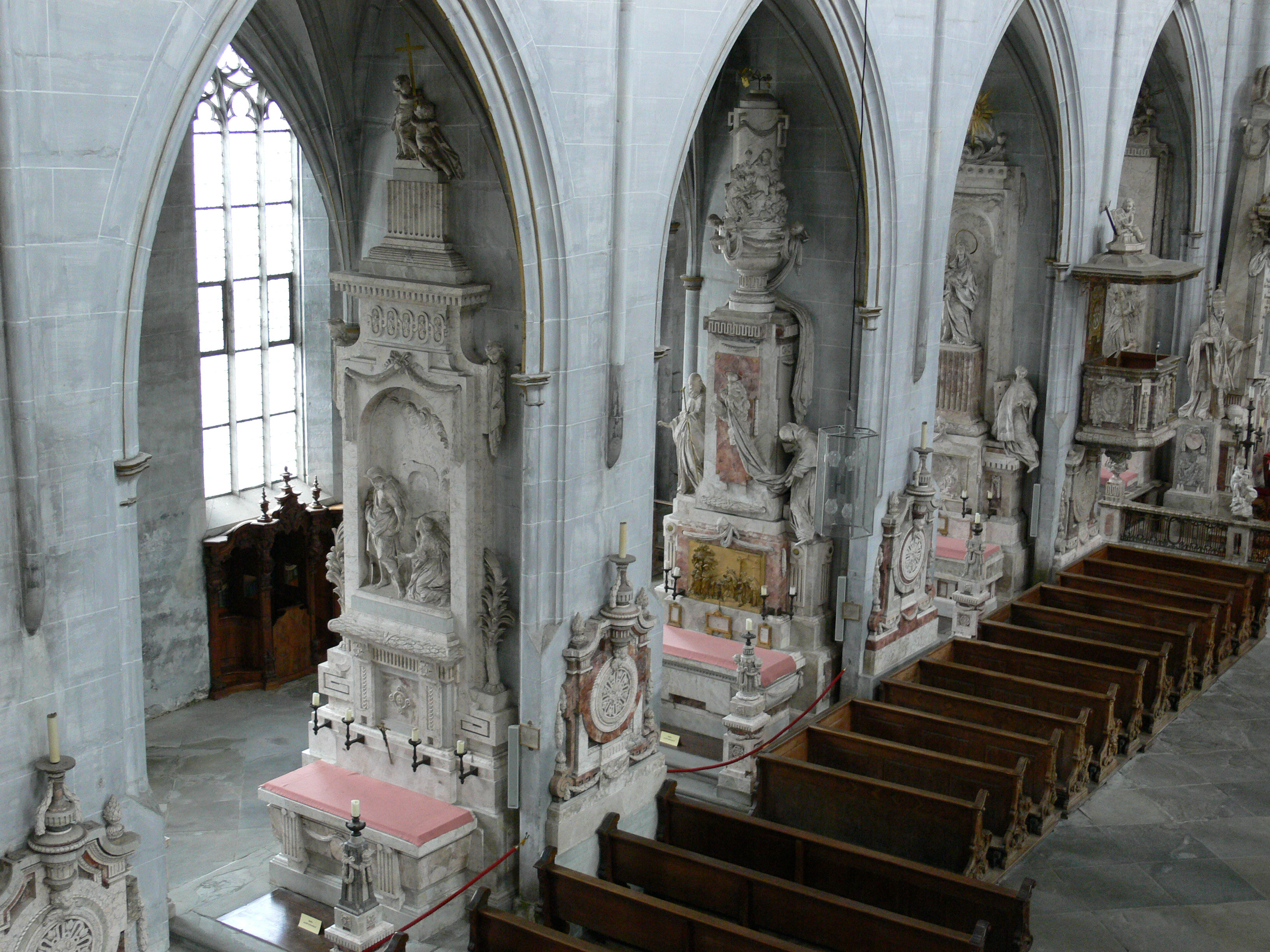
Nevenaltaren links

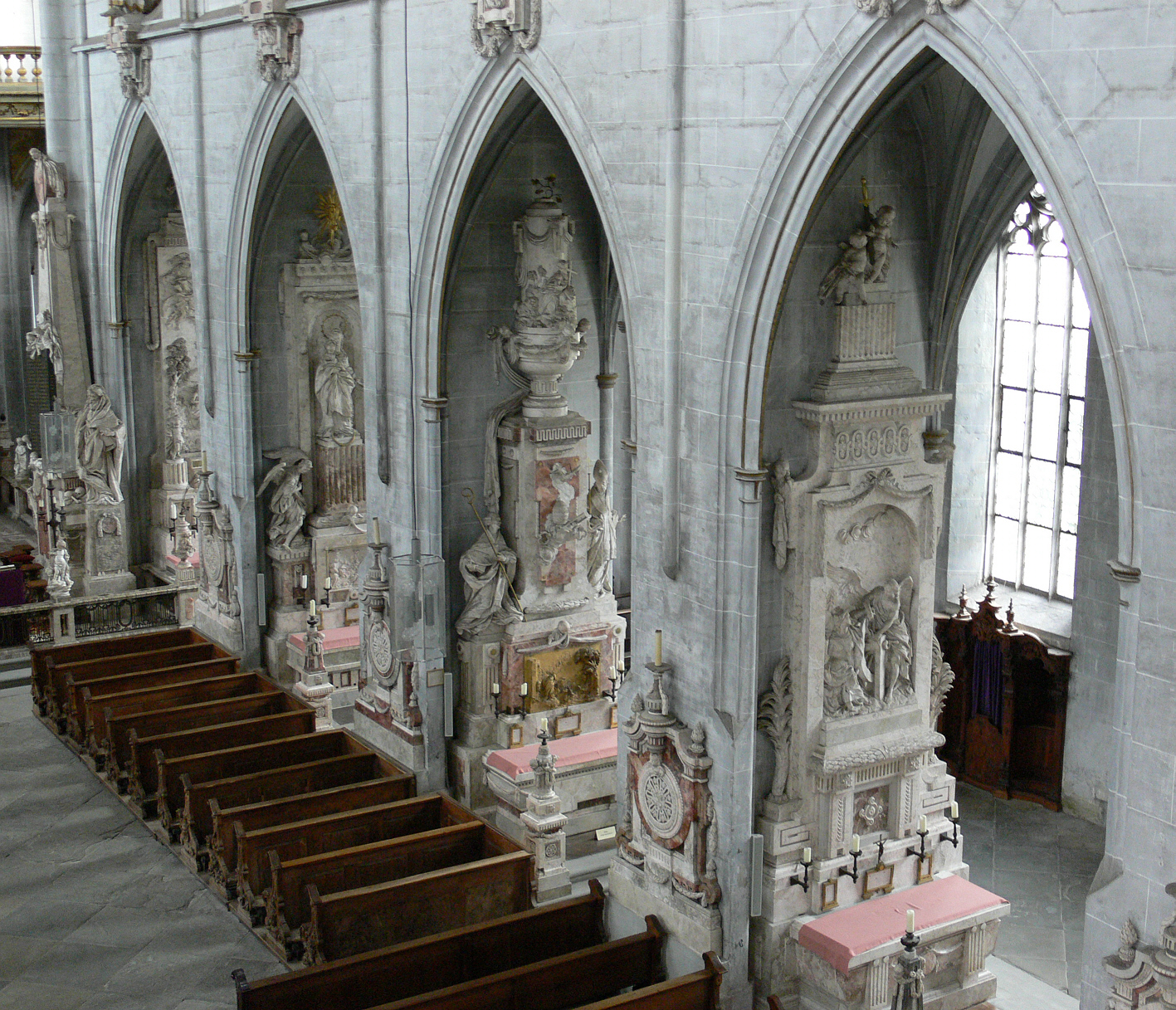
Nevenaltaren rechts

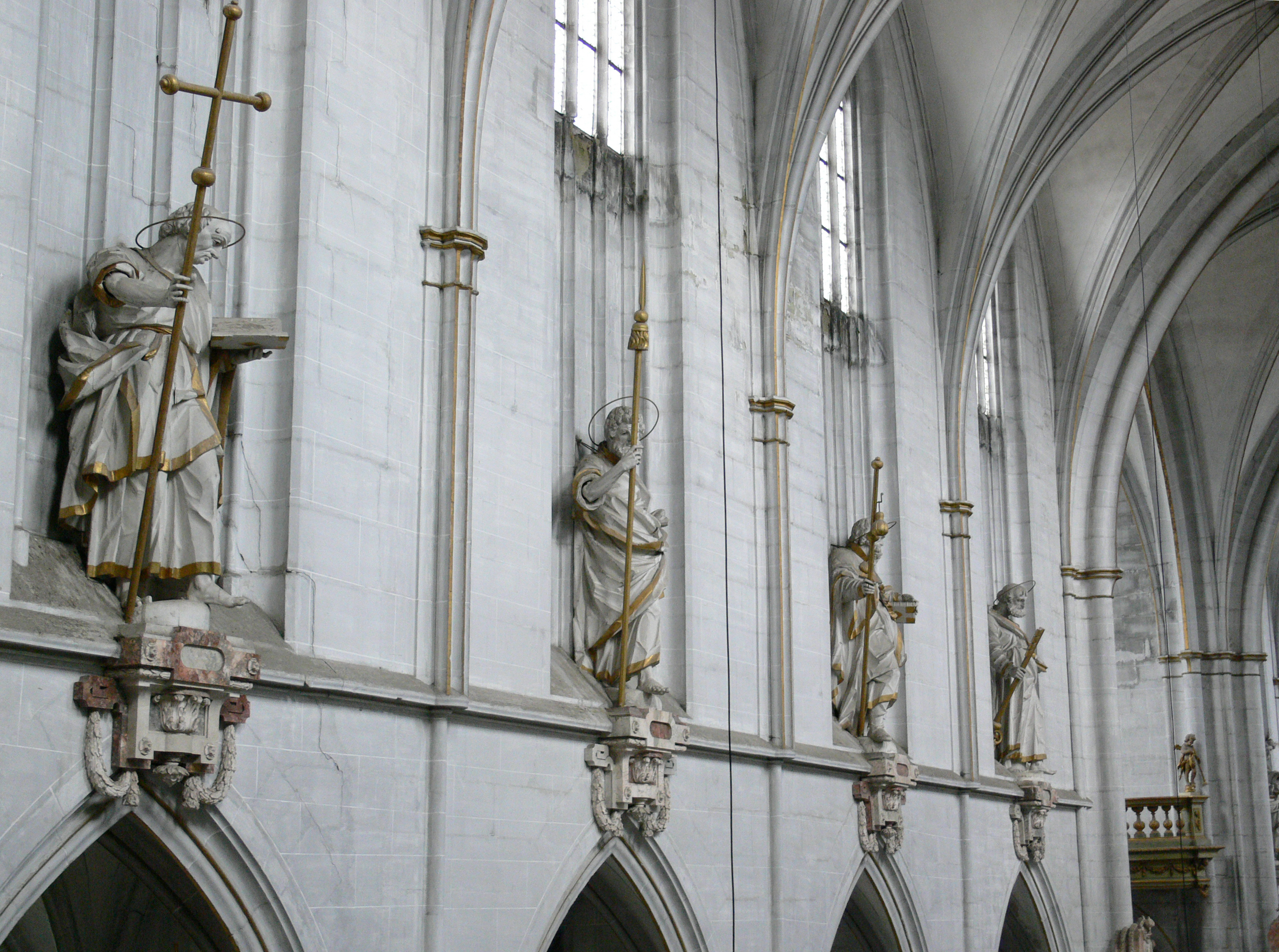
Apostelbeelden

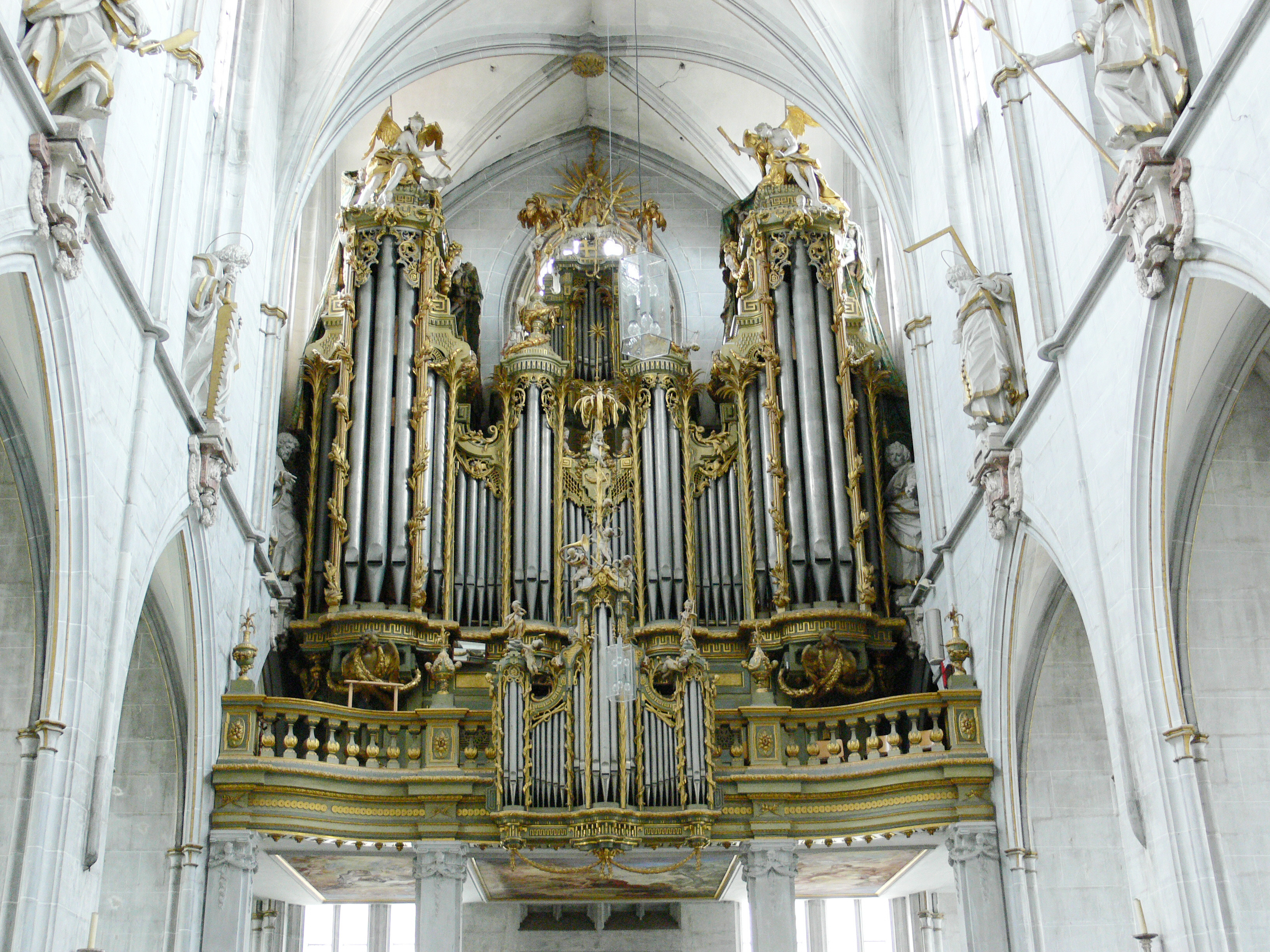
Orgel

Het huidige hoogaltaar gaat op een ontwerp uit 1773 terug. Oorspronkelijk zou hiervoor de opdracht naar Josef Anton Feuchtmayer gaan, maar wegens diens overlijden in 1770, werd het ontworpen en uitgevoerd door zijn opvolger Johann Georg en in 1785 door Johann Georg Wieland vernieuwd. Het reliëf toont een voorstelling van de Voetwassing en het Laatste Avondmaal. Omdat het altaar onder de viering kwam te staan, werd het van beide kanten versierd.. Twee priesters konden zo tegelijkertijd de mis voor zowel de leken in het westelijke kerkschip als de broeders in het oostelijke koor lezen.
In de kerk staan naast het hoogaltaar nog eens 25 altaren. De 10 grootste altaren kregen een plaats in de zijkapellen tussen de pijlers van het kerkschip. De altaartafels stammen deels nog uit de middeleeuwen, de opbouw en het beeldhouwwerk werden in de stijl van het Franse classicisme ontworpen.

### Koorgestoelte
Het houtgesneden koorgestoelte werd tussen 1765 en 1775 gebouwd. De zetels stammen uit 1766-1767 en vertegenwoordigen nog de rococo, terwijl de rug en de opbouw classicistisch zijn. Tien vergulde reliëfs tonen scènes uit het Oude en Nieuwe Testament. Op de zuilen boven deze reliëfs staan de bustes van vermoedelijk ordeheiligen; een volledige identificatie is tot nu toe nog niet gelukt.
Het oude koorgestoelte stamt van Melchior Binder uit het jaar 1593. Resten hiervan zijn tegenwoordig te vinden in het westelijke einde van de zijschepen.

### Monumenten
Vier classicistische monumenten staan in de viering opgesteld. Ze herinneren aan de belangrijkste personen uit de kloostergeschiedenis en de ordetraditie.

### Sluitstenen
Uit de vroegste bouwtijd stammen 57 vergulde reliëfs in de sluitstenen van het kruisribgewelf in de koorommegang. In het zuidelijke zijschip tonen ze diersymbolen, monsters en demonen en een reeks aan voorstellingen uit het leven van Maria. In de noordelijke ommegang zijn de Aanbidding der Koningen, een engel, een biddende monnik en talrijke plantenmotieven te zien, die symbool staan voor de heilige Maagd of naar Christus verwijzen. Een voorstelling van een bebaarde monnik wordt gewoonlijk als het zelfportret van de meester beschouwd, die in dit geval als een frater barbatus, een bebaarde lekenbroeder geweest zijn moet.

### Sacramentshuis
Uit de laatgotische tijd stamt het sacramentshuisje uit 1494. De met gotische ornamenten versierde stenen toren is 16 meter hoog en stond oorspronkelijk als monument op het graf van de abt Johannes I Stantenat (1471–1494). Het staat sinds 1751 aan de noordelijke muur van het dwarsschip. Toen werden ook de vergulde putti op een achtergrond van wolkenpartijen toegevoegd. De vergulde beelden betreffen vermoedelijk de resten van het hoogaltaar dat door Michel Erhart in 1494 werd gebouwd.

### Apostelbeelden
De veertien grote beelden van Maria, Jezus en de apostelen dateren uit de vroege barok.

### Orgel
Tot de secularisatie stonden in de kerk vier orgels uit de tijd van de abt Anselm II (1746–1778). Ze waren door Karl Joseph Riepp gebouwd. Met de verkoop van de twee transeptorgels werd een van de belangrijkste prestaties in de Zuid-Duitse orgelbouwkunst vernietigd. Aan de beide verkochte orgels herinneren in Salem nog de houten galerijen, waarvan de onderkanten in 1765 met Bijbelse motieven werden beschilderd. De deels van ornamenten beroofde orgelkassen bleven bewaard en zijn in de protestantse stadsparochiekerk van Winterthur en de Sint-Stefanuskerk van Konstanz te zien. Een verloren gewaand rugpositief van één orgel vormt tegenwoordig het middendeel van een orgel in Charmey, Zwitserland.
Het tot 1900 nog bestaande grote en intacte Drievuldigheidsorgel boven de westelijke galerij werd in 1901 door een instrument van de orgelbouwfirma Wilhelm Schwarz & Zoon vervangen. De classicistische orgelkas van Johann Georg Dirr bleef bewaard.

### Klokken
Voor de secularisatie behoorde het gelui van de munsterkerk tot de grootste en meest indrukwekkende uit de tijd van de barok. Door tijdgenoten werd het als de ‘’Klokkenhemel van Salem’’ geroemd. 
| Nr. | Naam                  | Gietjaar | Gieter                                        | Doorsnee (mm) | Gewicht (kg) | Nominaal (16tel) |
| 1   | Dreifaltigkeitsglocke | 1754     | Franz Anton Grieshaber                        | 1.750         | 3.232        | a0 −7            |
| 2   | Angelusklok           | 1754     | Franz Anton Grieshaber                        | 1.130         | 877          | e1 −2            |
| 3   | Johannesglocke        | 1758     | Johann Georg Scheichel                        | 870           | 408          | a1 +2            |
| 4   | Anselmusglocke        | 1757     | Grieshaber of Scheichel (?)                   | 655           | 160          | cis2 +1          |
| 5   |                       | 1954     | Friedrich Wilhelm Schilling                   | 570           | 100          | e2 +3            |
| 6   |                       | 2010     | Broeder Michael Reuter, Abdij van Maria Laach |               |              | fis2             |
| 7   | Katharina             | 1756     | Franz Anton Grieshaber                        | 430           | 48           | a2 +1            |

De volgende klokken werden in het kader van de secularisatie uit de kerk geroofd en aan verschillende andere kerkelijke gemeenten verkocht:
| Naam             | Gietjaar | Gieter                 | Doorsnee (mm) | Gewicht (kg) | Nominaal | Hangt nu in                                          |
| Herrgottglocke   | 1756     | Franz Anton Grieshaber | 2.180         | ≈5.500       | fis0 −1  | Herisau (Zwitserland), Hervormde Sint-Laurentiuskerk |
| Liebfrauenglocke | 1757     | Franz Anton Grieshaber | 1.342         | 1493         | d1 −3    | Wollerau (Zwitserland), Sint-Verenakerk              |
| Stephansglocke   | 1756     | Franz Anton Grieshaber | 1.085         | 794          | f1 −1    | Wollerau (Zwitserland), Sint-Verenakerk              |
| Theresienglocke  | 1758     | Johann Georg Scheichel | 860           | ≈400         | a1 −1    | Riedböhringen                                        |
| Benediktglocke   | 1754     | Johann Georg Scheichel | 730           | ≈200         | c2 ±0    | Mühlingen                                            |

## Gebruik
Het munster was de kloosterkerk van de rijksabdij van Salem tot de sluiting in het jaar 1804. Het klooster wordt via het zuidelijke Bernhardsportaal en een gang verbonden met het kerkgebouw. Door deze met prachtig stucwerk versierde gang liepen de monniken zevenmaal daags naar de dienst in de kerk. Het noordelijke transept diende in de vroege tijd van het klooster als aparte gebedsruimte voor hoogwaardigheidskleders.
In de 17e eeuw werd de kerk voor leken geopend, waarbij er ophet noordelijke kloosterterrein voor de parochianen in Salem ook nog een tegenwoordig niet meer bestaande parochiekerk stond. De leken werden echter van de monniken gescheiden door een houten doksaal. Met de verplaatsing van het hoogaltaar in 1765 tussen het koor en de lekenruimte werd een nog strengere scheiding tussen de monniken en de leken bewerkstelligd.
Ten noorden van de munster lag het kerkhof voor de monniken en de lekenbroeders. De abten werden, voor zover ze hun ambt tot hun dood uitoefenden, in de munsterkerk begraven. Daarnaast bestond er in het nabijgelegen Stefansfeld een kerkhof voor de burgers uit de omliggende plaatsen. De zich daar bevindende kapel werd door Franz Beer gebouwd, die eveneens de bouwmeester was van het barokke kloostercomplex.
Sinds 1808 is de munsterkerk de parochiekerk van de katholieke geloofsgemeenschap van Salem. In verband hiermee werden de kansel en het doopvont aangeschaft, die de monniken niet nodig hadden. Na de secularisatie behoorden de kerk en het klooster tot de privébezittingen van de markgraaf van Baden. In 2009 verwierf de deelstaat Baden-Württemberg het complex.